# Coleoxestia fasciola
Coleoxestia fasciola es una especie de escarabajo longicornio del género Coleoxestia, tribu Cerambycini, subfamilia Cerambycinae. Fue descrita científicamente por Martins & Monné en 2005.

## Descripción
Mide 20,7-21 milímetros de longitud.

## Distribución
Se distribuye por Argentina.